# Compsoctena africanella
Compsoctena africanella är en fjärilsart som beskrevs av Embrik Strand 1909. Compsoctena africanella ingår i släktet Compsoctena och familjen Eriocottidae. Inga underarter finns listade i Catalogue of Life.